# Убалдо Фильол
Убалдо Матилдо Фильол (на испански: Ubaldo Matildo Fillol; р. 1950 г.) е аржентински футболист-вратар, национал. Участва на СП '74, СП '78 и СП '82. Определен за най-добър вратар на СП '78.

## Кариера
Роден е на 21 юли 1950 г. в Сан Мигел дел Монте, Буенос Айрес. Започва професионалната си кариера в Килмес през 1969 г. и през 1972 г. преминава в гранда Расинг. През 1974 отива в друг голям аржентински клуб, Ривър Плейт, където играе 11 години.
Участва на СП '74 след колебливи изяви на първия вратар Даниел Карневали. На СП '78 е важна фигура в отбора на гаучосите, като спасява дузпа срещу Полша, а на финала срещу Холандия прави много добри спасявания. През 1982 г. Аржентина отново играе на финалите на световното първенство, но губи от Бразилия и Италия и не достига до полуфиналите. Последният мач на Фильол е през 1985 г., като той поставя национален рекорд за най-много мачове като вратар с общо 58 мача за Аржентина.
Фильол продължава професионалната си кариера в испанския Атлетико Мадрид, бразилския Фламенго и аржентинския Архентинос Хуниорс. След това отново преминава в Расинг, където печели Суперкопа Судамерикана през 1988 г. Приключва активната си състезателна кариера през 1990 г. като футболист на Велес Сарсфийлд. По-късно е треньор на Расинг, а на СП '06 е треньор на вратарите.

## Клубове
- 1969 – 1971: Килмес (Аржентина)
- 1972 – 1973: Расинг (Аржентина)
- 1974 – 1983: Ривър Плейт (Аржентина)
- 1983 – 1983: Архентинос Хуниорс (Аржентина)
- 1984 – 1985: Фламенго (Бразилия)
- 1985 – 1986: Атлетико Мадрид (Испания)
- 1987 – 1989: Расинг (Аржентина)
- 1989 – 1990: Велес Сарсфийлд (Аржентина)